# Anno 1701 – Das Brettspiel
Anno 1701 – Das Brettspiel ist ein im Herbst 2007 bei Kosmos erschienenes Spiel von Klaus Teuber, das Elemente des Spiels Die Siedler von Catan, des Kartenspiels Anno 1701 – Das Kartenspiel für zwei Spieler, des Brettspiels Anno 1503 – Brettspiel und der Anno-PC-Serie vereint.

## Inhalt
- Spielmaterial aus Pappe:
  - 1 Spielplan (mit 8 wabenförmigen Aussparungen, je 4 für 3 und 4 Hexfelder)
  - 4 Siedungstableaus "Heimatinseln" mit je 2 Gebirgen, Lehmgruben, Wald- und Weidefeldern und den Zahlen 3, 4, 5, 6, 8, 9, 10 und 11 in unterschiedlicher Verteilung, einem Siedler und einem Dorfzentrum sowie 7 freien Feldern
  - 1 Gunstpunktetafel
  - 16 Einwohnerkärtchen, je 1× Aufruhr, Bürger, Kaufmann und Aristokrat in den 4 Spielerfarben blau, orange, rot und weiß
  - 36 Ausbaukärtchen:
    - 18× Stufe I:
      - 3× Kapelle
      - 2× Kleine Werf
      - 4× Kontor, davon je 2× zum Tausch einer Ware in 1 Gold und von 2 Gold in eine Ware
      - 2× Markthalle
      - 2× Schaffarm (Funktion wie Kleine Werft)
      - 3× Schule (Funktion wie Kapelle)
      - 2× Weberei (Funktion wie Kleine Werft)

    - 18× Stufe II:
      - 2× Anlegestelle
      - 1× Festung
      - 2× Feuerwache
      - 2× Gilde
      - 3× Große Werft
      - 2× Kanonengießerei (Funktion wie Festung)
      - 1× Kirche
      - 1× Oper
      - 1× Schauspielhaus (Funktion wie Oper)
      - 2× Universität
      - 1× Wachturm (Funktion wie Festung)

  - 28 Inselkärtchen:
    - 14× Rückseite hellbraun:
      - 4× Fremdes Volk, mit 3× 1 und 1× 2 Handelssäcken
      - 3× Hafen, mit 2× 1 und 1× 1 Kanone
      - 3× Goldlandschaft, Zahlen 9, 10 und 11
      - 2× Zuckerrohr, Zahlen 3 und 4
      - 1× Tabakfeld, Zahl 5
      - 1× Weideland, Zahl 6

    - 14× Rückseite braun:
      - 3× Fremdes Volk, mit 2× 1 und 1× 2 Handelssäcken
      - 4× Hafen, mit 3× 1 und 1× 1 Kanone
      - 3× Goldlandschaft, Zahlen 3, 4 und 5
      - 1× Zuckerrohr, Zahl 9
      - 2× Tabakfeld, Zahlen 10 und 11
      - 1× Wald, Zahl 8

  - 49 Goldmünzen:
    - 15× Wert 5
    - 34× Wert 1
- Spielkarten:
  - 84 Warenkarten:
    - 14 × Holz
    - 14 × Rum
    - 14 × Tabak
    - 14 × Tuch
    - 14 × Werkzeug
    - 14 × Ziegel

  - 24 Begegnungskarten (Rückseite "?"):
    - 8× Freier Händler
    - 1× Mächtiger Pirat (Stärke 12)
    - 5× Starker Pirat (Stärken 8, 9, 9, 10, 10)
    - 5× Schwacher Pirat (Stärken 5, 5, 6, 6, 7)
    - 2× Schiffbrüchige
    - 1× Windstille
    - 2× Wirbelsturm

  - 11 Ereigniskarten (Rückseite 3 Würfel mit den Zahlen 2, 7 und 12):
    - 5× Feuer/Steuer
    - 3× Feuer/Königin
    - 2× Steuer/Königin
    - 1× Königin/Mischen
- Spielmaterial aus Holz (in einer Zipptüte):
  - 8 Schiffe, je 2 pro Spieler in den Spieler-Farben blau, orange, rot und weiß
  - 32 Kolonien, je 8 pro Spieler in den Spieler-Farben blau, orange, rot und weiß
  - 12 Markierungsteine, je 3 pro Spieler in den Spieler-Farben blau, orange, rot und weiß
  - 20 Kolonien, je 5 pro Spieler in den Spieler-Farben blau, orange, rot und weiß
  - 2 Würfel mit den Zahlen 1 bis 6
- sonstiges Material:
  - 1 Spielanleitung (7 Seiten und eine Seite Werbung)
  - 2 Kartenhalter für die Warenkarten

## Beschreibung
Jeder Spieler startet auf einer eigenen Insel, auf der es ein Dorfzentrum und ein Siedleranwesen sowie je 2 Felder für die Produktion von Holz, Tuch, Werkzeug und Ziegeln mit den Zahlen 3, 4, 5, 6, 8, 9, 10 und 11 gibt. Ferner gibt es freie Felder für den Bau von Gebäuden und 3 Felder auf denen später weitere Einwohner bauen können. Auf der eigenen Insel kommen sich die Spieler nicht in die Quere, dagegen gilt es in der zentralen Inselwelt mit den Mitspielern um die besten Plätze für Kontore zu konkurrieren. Denn nur dort ist die Produktion von Rum und Tabak sowie die Gewinnung von Gold möglich. Ziel des Spieles ist es als erster 5 Gunstpunkte der Königin zu erringen. Hierfür gibt es mehrere Möglichkeiten, so bringt jeder weitere Einwohner auf der Heimatinsel einen Gunstpunkt. Die Mehrheiten in den Bereichen Seemacht, Handel und Zufriedene Bürger und Goldspenden an die Königin bringen weitere Gunstpunkte und wer für sein Opernhaus Künstler engagiert erhält ebenfalls einen Gunstpunkt. Im Spiel zu Viert erhalten die ersten beiden Spieler auch einen Gunstpunkt, denen es zuerst gelingt 7 Kontore auf den entdeckten Inseln zu errichten.

## Spielkritiken
Spielbox Ausgabe 1/08: „Das Volk schreit nach Drogen“